# Eberwin III de Bentheim-Steinfurt
El Conde Eberwin III de Bentheim-Steinfurt (1536 - 19 de febrero de 1562, Castillo de Bentheim) fue un noble alemán. Fue un miembro de la línea mayor de la Casa de Bentheim-Steinfurt y fue el Conde reinante de Bentheim y Steinfurt desde 1544 hasta su muerte. A partir de 1557, también fue Conde de Tecklenburg y Señor de Rheda por matrimonio.

## Biografía
Eberwin III era el hijo mayor del Conde Arnaldo II de Bentheim-Steinfurt y su esposa, Walburga de Brederode-Neuenahr. El hermano menor de Eberwin, Arnaldo contrajo matrimonio con Magdalena Sofía (1540-1586), hija del Duque Ernesto I de Brunswick-Luneburgo.
En 1553, cuando tenía 18 años, Eberwin III contrajo matrimonio con Ana de Tecklenburg-Schwerin de 21 años, la heredera del Tecklenburg. Las razones de este matrimonio eran las políticas religiosas y territoriales de las dos familias condales. Las familias incluso acordaron en el contrato matrimonial que si Eberwin III moría joven, su hermano menor Arnaldo se casaría con Ana.
Después de la muerte del padre de Ana, el Conde Conrado de Tecklenburg-Schwerin, estalló una disputa entre Eberwin III y su esposa. Ella reclamaba que tenía derecho a gobernar su propia herencia como Condesa suo jure. Eberwin reclamaba que él tenía derecho a gobernar la herencia como Conde jure uxoris. Eberwin hizo arrestar a su esposa, y la encerró en su propia residencia, el Castillo de Tecklenburg. Ana fue solo liberada cuando el Conde Cristóbal de Oldenburgo intervino. Después de su liberación, la nobleza de Tecklenburg se puso del lado de Ana, y acusó a Eberwin de adulterio. La misma Ana lo acusó de tener demasiados gastos en artículos lujosos, como preciosos caballos, y un retrato de él mismo por Hermann tom Ring. Después de la medicación de los gobernantes de territorios vecinos, Ana y Eberwin acordaron la separación matrimonial.
La disputa terminó en 1562, cuando Eberwin murió de sífilis a la edad de 26 años.

## Hijos
De su matrimonio con Ana, Eberwin tuvo dos hijos:
- Arnaldo III (2 de octubre de 1554 en Neuenhaus - 11 de enero de 1606 en Tecklenburg)
- Walburga (24 de octubre de 1555 - 9 de abril de 1628), desposó en 1576 al Conde Herman I de Wied